# Hrabstwo Geneva

Piramida wieku hrabstwa

Geneva – hrabstwo w stanie Alabama w USA. Populacja liczy 26 790 mieszkańców (stan według spisu z 2010 roku).
Powierzchnia hrabstwa to 1499 km² (w tym tylko 6 km² stanowią wody). Gęstość zaludnienia wynosi 18 osób/km².

## Miejscowości
- Black
- Coffee Springs
- Geneva
- Hartford
- Malvern
- Samson
- Slocomb
- Taylor
- Eunola (CDP)